# I’m with You (песня)
«I’m with You» (с англ. — «Я с тобой») — композиция в ритме вальса, написанная канадской поп-рок певицей Аврил Лавин и The Matrix, вошедшая в дебютный альбом Лавин Let Go. «I’m with You» стала первой медленной композицией Аврил Лавин, вышедшей в качестве сингла. Это вторая песня Лавин, номинированная на премию «Грэмми» в категориях «Песня года» и «Лучшее женское вокальное поп-исполнение».
Песня заняла 4-е место в американском Billboard Hot 100, а также вошла в 10-ку в девяти других странах, что сделало ее третьим синглом Лавин, попавшим в первую десятку.

## Издание сингла
«I’m with You» стала третьим синглом альбома Let Go 2002 года. Песня заняла первое место в чарте Мексики, четвёртое место в чарте США Billboard Hot 100, седьмое в Великобритании, тринадцатое в Канаде, и первое место в хит-параде Global song chart.
Песня была номинирована на «Грэмми» в номинациях «Песня Года» и «Лучший женский поп-вокал».

## Видео
Режиссёром видеоклипа стал известный фотограф Дэвид Лашапель. В клипе Аврил Лавин играет одинокую девушку, постоянно пытающуюся найти кого-то. Большая часть видео снята в замедленном движении.
Much Music включил «I’m with You» в «Топ 100 лучших видеоклипов всех времён».

## Премии и награды
| Год  | Номинация                              | Премия                     | Результат |
| ---- | -------------------------------------- | -------------------------- | --------- |
| 2004 | «Грэмми»                               | Лучший женский поп-вокал   | Номинация |
| 2004 | «Грэмми»                               | Песня года                 | Номинация |
| 2004 | ASCAP Film and Television Music Awards | Лучшая песня из кинофильма | Победа    |
| 2003 | MTV Video Music Awards                 | Лучшее женское видео       | Номинация |
| 2003 | Teen Choice Awards                     | Лучшая песня о любви       | Победа    |

## Использование
«I’m with You» была использована в эпизоде 3 сезона сериала «Клиника», телесериале «Тайны Смолвиля» и в кинофильме «Брюс Всемогущий».
Песня вошла в музыкальное наполнение видеоигры Karaoke Revolution Volume 2.

## Треки
Великобритания, Германия, Корея — CD single
1. «I’m with You» 3:44
2. «I’m with You» (живое исполнение с концерта в Мехико 3:57)
3. «Unwanted» (живое исполнение с концерта в Мехико 4:01)
4. «I’m with You» (видеоклип)

Франция CD single
1. «I’m with You» 3:44
2. «I’m with You» (живое исполнение с концерта в Мехико 3:57)

Австралия*
1. «I’m with You» 3:44
2. «I’m with You» (живое исполнение с концерта в Мехико 3:57)
3. «Unwanted» (живое исполнение с концерта в Мехико 4:01)

I’m with You / Sk8er Boi США DVD single
1. «I’m with You» (видеоклип)
2. «Sk8er Boi» (видеоклип)
3. Skater Girl (TV spot)
4. Street Performer (TV spot)
5. Фотогалерея

## Чарты
| Chart (2003)                                | Высшая позиция |
| ------------------------------------------- | -------------- |
| Австрия (Ö3 Austria Top 40)                 | 13             |
| Бельгия/Фландрия (Ultratop 50)              | 9              |
| Бельгия/Валлония (Ultratop 50)              | 39             |
| Canada (Canadian Singles Chart)             | 18             |
| Дания (Tracklisten)                         | 20             |
| Европа (Billboard European Hot 100 Singles) | 7              |
| Франция (SNEP)                              | 34             |
| Германия (GfK)                              | 13             |
| Greece (IFPI)                               | 12             |
| Ирландия (IRMA)                             | 5              |
| Италия (FIMI)                               | 5              |
| Нидерланды (Dutch Top 40)                   | 9              |
| Нидерланды (Single Top 100)                 | 18             |
| Новая Зеландия (Recorded Music NZ)          | 5              |
| Норвегия (VG-lista)                         | 16             |
| Poland (Polish Airplay Charts)              | 5              |
| Romania (Romanian Top 100)                  | 22             |
| Шотландия (OCC Scotland)                    | 6              |
| Швеция (Sverigetopplistan)                  | 11             |
| Швейцария (Schweizer Hitparade)             | 12             |
| Великобритания (OCC UK Singles)             | 7              |
| США (Billboard Hot 100)                     | 4              |
| США (Billboard Adult Contemporary)          | 18             |
| США (Billboard Adult Pop Airplay)           | 1              |
| США (Billboard Pop Airplay)                 | 1              |

| Чарт (2003)                       | Позиция |
| --------------------------------- | ------- |
| Belgium (Ultratop Flanders)       | 62      |
| Brazil (ABPD)                     | 20      |
| Netherlands (Dutch Top 40)        | 72      |
| Sweden (Sverigetopplistan)        | 92      |
| Switzerland (Schweizer Hitparade) | 83      |
| UK Singles (OCC)                  | 120     |
| US Billboard Hot 100              | 18      |

| Чарт (2017)                   | Позиция |
| ----------------------------- | ------- |
| Mainstream Top 40 (Billboard) | 84      |

## Сертификации
| Регион | Сертификация | Продажи  |
| --- | ------------ | -------- |
| Великобритания (BPI) | Серебряный   | 290,000  |
| США (RIAA) | Золотой      | 500 000* |
| США (RIAA) · For video single, combined with "Sk8er Boi".                                                                | Платиновый   | 100 000^ |
| * Данные о продажах приведены только на основе сертификации. ^ Данные о тиражах приведены только на основе сертификации. |              |          |